# Rima Hassan
Rima Hassan (Neirab, 28 de abril de 1992) é uma jurista e política francesa de origem palestiniana, que em 2024 foi eleita deputada o Parlamento Europeu. 

## Biografia
Rima Hassa Mobarak nasceu no dia 28 de Abril de 1992, no campo de refugiados de Neirab, perto de Alepo, na Síria. A sua mãe, Nabiha (1958-2021), era professora, enquanto o pai, Ahmad, era um antigo mecânico da Força Aérea Síria. Os seus avós paternos, palestinianos originários da aldeia de Al-Birwa, situada perto de Acre, foram forçados a exilar-se na Síria durante a Nakba, em Maio de 1948.  A sua avó materna, por outro lado, provinha de uma proeminente família curda síria, os Hananu, e casou com um refugiado palestiniano de Salfit, como o seu estatuto de notável colidia com o estatuto de refugiado comunista palestiniano dele, ela optou por abandonar a sua herança e instalar-se com ele no campo de refugiados. 
Devido ao casamento infeliz e a uma relação abusiva entre os pais, a mãe de Hassan deixou o campo pouco depois do seu nascimento e conseguiu imigrar para França, onde se reuniu com uma das suas irmãs. Passou então oito anos a tentar recuperar a custódia dos filhos e transferi-los para França. A mãe acabou por conseguir recuperar a custódia e Hassan chegou a França por volta dos nove anos de idade. Estabeleceu-se em Niort, no departamento (distrito) de Deux-Sèvres, com a mãe e os irmãos. Foi eleita para o conselho municipal das crianças de Niort em 2003, onde estudou na Escola Primária Ernest Pérochon, onde foi alvo de discursos de ódio, incluindo insultos étnicos como “bougnoule” (porca) por parte dos colegas. 
Apátrida até atingir a maioridade, obteve a nacionalidade francesa em 2010.  Assim que se tornou maior de idade, tentou viajar para a Palestina via Telavive, com a intenção de “descobrir finalmente a terra dos seus antepassados”, mas foi impedida de embarcar no aeroporto Charles de Gaulle. 
Após estes acontecimentos, prosseguiu os seus estudos em Direito e obteve o bacharelato. Passou dois anos na Universidade de Évry, depois um ano na Universidade de Montpellier, até 2014[11]. Passou um ano no Líbano e concluiu o mestrado em 2016 na Universidade Panthéon-Sorbonne (Paris 1).  A sua tese de mestrado teve como foco a comparação jurídica entre a África do Sul e Israel, tendo em conta a posição do direito internacional sobre a questão do apartheid. 

## Carreira
Trabalhou 18 meses no Gabinete Francês para a Proteção dos Refugiados e Apátridas (OFPRA) e de seguida no Tribunal Nacional de Direito de Asilo, durante seis anos até 2023. 
Fundou, em 2019, o “Refugee Camps Observatory”, uma ONG dedicada ao estudo e à proteção dos campos de refugiados em todo o mundo.  Em 2023, fundou o coletivo “Action Palestine France”. 
Em 2022, a Delegação Interministerial para o Acolhimento e a Integração dedicou-lhe um retrato como “Mulher Inspiradora”.  Nesse mesmo ano, revisitou a noção de “fraternidade” do lema nacional francês num podcast, juntamente com outros participantes. 
Em 3 de fevereiro de 2023, interveio no Senado francês no âmbito do colóquio “Israel-Palestina: State of Affairs”, organizado pela senadora parisiense Esther Benbassa, em colaboração com L'Histoire e o Centro de Investigação Francês em Jerusalém]. A sua intervenção abordou a questão do apartheid na sociedade israelita. 
Na sequência do ataque do Hamas em 7 de outubro de 2023, no meio do bombardeamento da Faixa de Gaza e da ofensiva terrestre lançada por Israel, rescindiu o seu contrato com o Tribunal Nacional de Direito de Asilo e recusou uma posição de defesa das questões migratórias oferecida pela Amnistia Internacional. Em vez disso, regressou ao campo de refugiados de Neirab, “para estar perto do seu povo” e criou o coletivo Action Palestine France no Telegram. 
No mesmo ano, juntou-se à La France Insoumise e integra a lista de Manon Aubry, nas eleições  europeias, nas quais ficou em sétimo lugar, tendo sido eleita como deputada para o Parlamento Europeu, no dia 9 de junho de 2024.  Explica o seu compromisso político com a lista da LFI pela “necessidade urgente de agir politicamente agora” relativamente à situação na Faixa de Gaza. 
Até novembro de 2023, aconselhou também a L'Oréal sobre questões de diversidade e integração de refugiados. 
Juntou-se à Flotilha da Liberdade de Gaza, em junho de 2025, navegando no estrangeiro com o Madleen para Gaza. A acompanhá-la ao longo da viagem, estão 11 outras pessoas e a ativista climática Greta Thunburg. 

## Posições Políticas
Em maio de 2020, Hassan manifestou à Agence France-Presse a sua preocupação com os efeitos da pandemia de COVID-19 na saúde e na segurança dos campos de refugiados.  Em setembro de 2020, interveio no seio de um coletivo e de associações para apelar ao governo francês e aos eleitos locais para que se mobilizassem para acolher os refugiados e assim ajudar a melhorar a situação humanitária no campo de Mória, na Grécia.
Rima Hassan há muito que defende a criação de um Estado binacional democrático como solução para o conflito israelo-palestiniano. Escreveu em novembro de 2023 que “não haverá uma solução de dois Estados” e que “a solução é um Estado binacional democrático e secular”. Explicando-se mais tarde, especificou que “sonha” com um Estado binacional com a coexistência pacífica de palestinianos e israelitas, e que é a favor da solução dos dois Estados,uma solução defendida pelo seu partido La France Insoumise. 
Utiliza o slogan pró-palestiniano “do rio ao mar”, que, segundo ela, “existe há muito tempo e, historicamente, não tem absolutamente nada a ver com o Hamas.”   Lamentando o facto de os palestinianos que foram expulsos da sua terra natal não poderem regressar, utiliza também o termo “apartheid” para descrever a opressão de Israel sobre os palestinianos. 
Desde o início da guerra de Gaza, Hassan tem criticado as acções levadas a cabo por Israel. Numa entrevista em linha após o ataque do Hamas, declarou que era “moralmente inaceitável regozijar-se com a morte de civis”,mas recusou a injunção “político-mediática” de “transformar (esta) empatia natural em apoio ao Estado de Israel” e condenou igualmente “os crimes de guerra do Hamas”, “a impunidade de Israel” e o “genocídio” dos palestinianos. 
Em 24 de fevereiro de 2025, foi negada a Hassan a entrada em Israel no âmbito de uma delegação União Europeia -Palestina, tendo as autoridades israelitas invocado o seu apoio aos boicotes anti-Israel. 
Em resposta a uma pergunta sobre se o Hamas era responsável pelo rapto e assassínio da família Bibas, Hassan respondeu: “será que teria existido o Hamas e, em particular, os ataques do dia 7, se não tivesse havido uma ocupação ilegal e um bloqueio ilegal imposto à Faixa de Gaza durante décadas?”, afirmando que foram essas as razões do seu assassínio. 

## Controvérsias
Em Agosto de 2023, a Forbes classificou Hassan entre as “40 mulheres excepcionais que marcaram o ano e que fizeram a França brilhar internacionalmente”. Em janeiro de 2024, esta nomeação foi contestada por Yonathan Arfi, presidente do Conseil Représentatif des Institutions juives de France (“Conselho Representativo das Instituições Judaicas Francesas”; CRIF), que a acusou de “justificar as atrocidades de 7 de outubro” cometidas pelo Hamas e pelo apresentador de televisão Arthur, que a acusou de “elogiar o terrorismo”.  Na sequência desta controvérsia, a Forbes cancelou a cerimónia de entrega dos prémios.  Em resposta, Hassan apresentou uma queixa contra Arthur por difamação. 
No dia 30 de Abril de 2024, Hassan foi intimada pela polícia por elogiar o terrorismo, devido a comentários que fez nas redes sociais no inverno de 2023; nessa ocasião, afirmou que estava “serena”, mas depois denunciou “as pressões políticas que visavam comprometer a [sua] liberdade de expressão [num] momento político crucial para o futuro dos franceses”, referindo-se às eleições europeias desse ano. 
No mês seguinte, lança controvérsia ao publicar uma mensagem X (antigo Twitter), na qual acusava o CRIF de ter ditado ao Ministro francês dos Negócios Estrangeiros, Stéphane Séjourné, uma declaração relativa a Israel. 
Em Julho de 2024, A Esquerda no Parlamento Europeu - GUE/NGL propôs Hassan como vice-presidente da Subcomissão dos Direitos Humanos. No dia seguinte a esta proposta, o colega François-Xavier Bellamy (Os Republicanos) usou os seus contactos para bloquear a sua eleição para este cargo, acusando-a de antissemitismo. Em resposta, a eurodeputada publicou várias mensagens no X dirigidas a Bellamy. Na sequência destas mensagens, Bellamy apresentou uma queixa por “ameaças e incitamento à prática de um crime ou ofensa contra um funcionário eleito”, considerando que ela o tinha “nomeado pela vingança dos círculos islâmicos”. A Presidente do Parlamento Europeu, Roberta Metsola, abriu um inquérito na sequência da queixa de Bellamy, suspeitando que Hassan tinha violado o código de conduta da instituição. Em resposta, Hassan apresentou também uma queixa contra Bellamy por “difamação pública e denúncia caluniosa”. 
Em 22 de agosto de 2024, deputados do Partido Renascimento anunciaram a sua intenção de recorrer ao Ministério Público para que fosse levantada a imunidade parlamentar de Hassan por ter participado numa manifestação pró-palestiniana em Amã, na Jordânia. Acusaram-na de ser “pró-Hamas”: os cartazes exibidos durante a manifestação prestavam homenagem ao líder do Hamas, recentemente assassinado em Teerão. Hassan negou as acusações, descrevendo esta manifestação, que se realiza todas as sextas-feiras, como uma manifestação recorrente de apoio aos palestinianos e que não é pró-Hamas. Afirmou que aqueles que a acusam são “conhecidos pela sua posição de apoio a um regime genocida que [ela] está a combater e que (ela) continuará a combater com ou sem mandato de eurodeputada”. 
Em 23 de janeiro de 2025, Rima Hassan opôs-se a uma resolução transpartidária no Parlamento Europeu que apelava à libertação do escritor Boualem Sansal, preso desde meados de novembro de 2024 na Argélia. Os membros do Parlamento Europeu votaram a favor de uma resolução para exigir a libertação do escritor franco-argelino, bem como de outros críticos do Governo argelino (533 votos a favor, 24 contra e 48 abstenções). 